# Pedro Abad (kommunhuvudort)
Pedro Abad är en kommunhuvudort i Spanien.   Den ligger i provinsen Province of Córdoba och regionen Andalusien, i den centrala delen av landet, 280 km söder om huvudstaden Madrid. Pedro Abad ligger 159 meter över havet och antalet invånare är 2 922.
Terrängen runt Pedro Abad är huvudsakligen platt, men västerut är den kuperad. Runt Pedro Abad är det ganska tätbefolkat, med 75 invånare per kvadratkilometer. Närmaste större samhälle är Montoro, 9,0 km nordost om Pedro Abad. Trakten runt Pedro Abad består till största delen av jordbruksmark.